# Kangaatsiaq
Kangaatsiak és un municipi de Groenlàndia. Té 669 habitants.
Kangaatsiaq (anteriorment Kangâtsiaq) és un poble a Groenlàndia Occidental.
El poble de Kangaatsiaq va rebre la posició de poble tot just en 1986, encara que com assentament ha existit des de molt més enrere.
La ubicació del poble és 68° 18′ 27″ Nord, 53° 27′ 49″ Oest. El poble té uns 669 habitants (juliol 2005), i el municipi sencer té uns 1482 habitants, amb la resta de la població vivint en els assentaments de Attu, Niaqornaarsuk, Ikerasaarsuk i Iginniarfik.

## La vida en Kangaatsiaq
La pesca i la caça de foques són les fonts d'ingressos principals per als residents. Kangaatsiaq té una fàbrica d'adobats de peix i gambeta.
El poble de Kangaatsiaq té un supermercat, jardí de xiquets amb 26 alumnes, i una escola primària (primer al desè grau) amb 150 alumnes. Un alberg juvenil anomenat 'La Lògia' amb espai per a sis persones és l'únic allotjament turístic.
Kangaatsiaq pot ser visitat tot l'any per helicòpter des de Aasiaat, o per transbordador fins a quatre vegades per setmana des d'altres destinació propers a l'Illa de Disko.

## Fauna
L'àrea té una fauna àrtica molt rica incloent el ren, rabosa polar i la llebre àrtica. Els mamífers marins inclouen a les varietats de foca anellada, foca comuna, foca encaputxada, foca arpa, la balena geperuda (típicament a l'estiu), Balena de Minke, Balena d'Aleta, el Narval, i la Beluga. Quan el gel de mar ve, de vegades la morsa i l'os polar poden vistar el poble.
En les aus inclouen corbs, diverses espècie de gavines, eideres, eideres rei, falcons, àguiles, mussols àrtics, orenetes àrtiques i més.